# 魁紂龍屬
魁紂龍屬是種巨大的二足肉食性恐龍，身長約12.3公尺，屬於鯊齒龍科，生存於白堊紀，化石是在2005年於阿根廷發現。魁紂龍與近年新發現的南方巨獸龍與鯊齒龍有接近親緣關係，都是巨型掠食動物。魁紂龍的屬名來自拉丁文的 tyrannus（暴君）與 titan（巨人），意為「魁梧的暴君」，意指其龐大的體型。

## 發現與種

魁紂龍與人類的體型比較圖

丘布特魁紂龍是由費爾南多·諾瓦斯、Silvina de Valais、帕特·里奇（Pat Vickers-Rich）、以及托馬斯·里奇（Tom Rich）等人在2005年所敘述。魁紂龍的化石被發現於阿根廷丘布特省帕索印第歐東北方28公里的La Juanita牧場。該地方被認為屬於Cerro Barcino地層，地質年代為阿普第期，約1億2100萬年前到1億1220萬年前。
魁紂龍的模式標本（編號MPEF-PV 1156）包含：部分齒骨、牙齒、第3到8個與第11到14個背椎、前幾節尾椎、肋骨、脈弧、一個肩胛喙軟骨、肱骨、尺骨、部分腸骨、一個接近完整的股骨、腓骨、以及左第二蹠骨。
其他的標本（編號MPEF-PV 1157）包含：顴骨、一個右齒骨、牙齒、寰椎（包含髓突）、第9個頸椎、背椎（第7、第10、第13個）、固定的薦椎（總共5個）、後幾節尾椎、肋骨、右股骨、一個破碎的左蹠骨、以及三個趾骨（2-1、2-2、3-3）。
魁紂龍的標準特徵為：小齒從中脊裂成兩個部分、沿者齒骨後部表面有個次要溝槽、背部神經棘有韌帶嵌入的痕跡。
根據2008年的估計值，魁紂龍的身長約12.3公尺。

## 古生物學

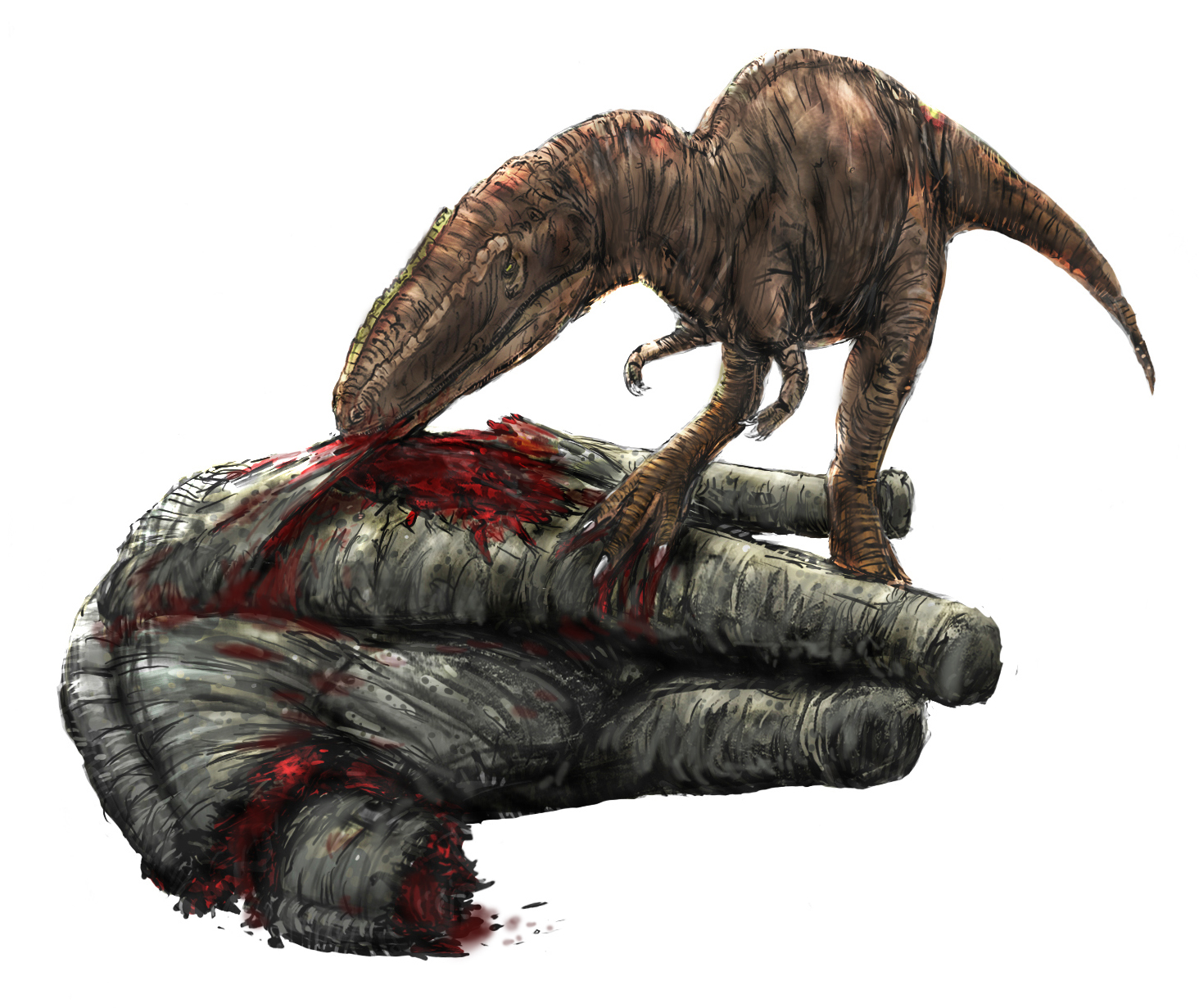
魁紂龍以丘布特龍為食的想像圖

目前對於魁紂龍的研究有限，只有四頁簡短的化石敘述。與牠們的近親相比，魁紂龍的牙齒較不呈鐮刀狀，並擁有額外、凹凸不平的小齒；小齒的中央有可辨認的齒溝，將每個小齒分成兩部分。不像已知的鯊齒龍科恐龍，魁紂龍的薦椎與尾椎缺乏空腔。而魁紂龍的肩胛喙軟骨已被固定住，並發展得比卡洛琳南方巨獸龍的還好，但魁紂龍的手臂非常小。大部分的肩胛骨幹部已經遺失。肩峰（Acromion）與軸幹之間大約有90度的彎曲，使這個部位看起來稍微類似暴龍科恐龍。
魁紂龍個體間的明顯差異，可能是因為演化結果、或是兩性異形，但因為整體的標本很少，所以無法確定原因（後者比較不可能）。其中一個前部尾椎有非常高的神經棘；從外形判斷，大約是中部尾椎的兩倍。魁紂龍可藉由這種縱深的尾巴而輕易地游泳，如同角鼻龍。眼眶孔的基部有個幾乎呈90度的凹口，進入到顴骨中：這特徵與鯊齒龍的一致，而南方巨獸龍的眼眶孔基部呈圓形。